# Mesontoplatys scutatus
Mesontoplatys scutatus är en skalbaggsart som beskrevs av Rudolph Petrovitz 1961. Mesontoplatys scutatus ingår i släktet Mesontoplatys och familjen Aphodiidae. Inga underarter finns listade i Catalogue of Life.